# Candoia paulsoni
Espèce
Synonymes
- Engyrus carinatus paulsoni Stull, 1956
- Candoia carinatus paulsoni (Stull, 1956)

Statut CITES
Candoia paulsoni est une espèce de serpents de la famille des Boidae.

## Répartition
Cette espèce se rencontre aux Moluques, dans les îles Talaud et aux Salomon.

## Liste des sous-espèces
Selon The Reptile Database (12 février 2014) :
- Candoia paulsoni mcdowelli Smith & Chiszar, 2001
- Candoia paulsoni paulsoni (Stull, 1956)
- Candoia paulsoni rosadoi Smith & Chiszar, 2001
- Candoia paulsoni sadlieri Smith & Chiszar, 2001
- Candoia paulsoni tasmai Smith & Tepedelen, 2001
- Candoia paulsoni vindumi Smith & Chiszar, 2001

## Étymologie
Cette espèce est nommée en l'honneur de John Paulson.  La sous-espèce Candoia paulsoni mcdowelli est nommée en l'honneur de Samuel Booker McDowell. La sous-espèce Candoia paulsoni rosadoi est nommée en l'honneur de José P. Rosado. La sous-espèce Candoia paulsoni sadlieri est nommée en l'honneur de Ross Allen Sadlier. La sous-espèce Candoia paulsoni tasmai est nommée en l'honneur de Budiyanto Tasma. La sous-espèce Candoia paulsoni vindumi est nommée en l'honneur de Jens Verner Vindum.

## Publications originales
- Smith, Chiszar, Tepedelen & van Breukelen, 2001 : A revision of bevelnosed boas (Candoia carinata complex) (Reptilia: Serpentes). Hamadryad, vol. 26, no 2, p. 283-315.
- Stull, 1956 : Description of a new subspecies of the boid snake, Enygrus carinatus. Copeia, vol. 1956, no 3, p. 185-186.